# Szkeleton a 2010. évi téli olimpiai játékokon
A  2010. évi téli olimpiai játékokon a szkeleton versenyszámait a whistleri Whistler Sliding Centre sportközpontban rendezték meg február 18. és 19. között. Két versenyszámban avattak olimpiai bajnokot.

## Részt vevő nemzetek
A versenyeken 19 nemzet 48 sportolója vett részt.
| Nemzetek               | Férfi indulók | Női indulók | Összesen |
| ---------------------- | ------------- | ----------- | -------- |
| Ausztrália (AUS)       | 1             | 2           | 3        |
| Ausztria (AUT)         | 1             | 0           | 1        |
| Egyesült Államok (USA) | 3             | 2           | 5        |
| Franciaország (FRA)    | 1             | 0           | 1        |
| Írország (IRL)         | 1             | 0           | 1        |
| Japán (JPN)            | 2             | 1           | 3        |
| Kanada (CAN)           | 3             | 3           | 6        |
| Dél-Korea (KOR)        | 1             | 0           | 1        |
| Lettország (LAT)       | 2             | 0           | 2        |
| Nagy-Britannia (GBR)   | 2             | 2           | 4        |
| Németország (GER)      | 3             | 3           | 6        |
| Norvégia (NOR)         | 0             | 1           | 1        |
| Olaszország (ITA)      | 1             | 1           | 2        |
| Oroszország (RUS)      | 2             | 2           | 4        |
| Románia (ROU)          | 0             | 1           | 1        |
| Spanyolország (ESP)    | 1             | 0           | 1        |
| Svájc (SUI)            | 1             | 1           | 2        |
| Szlovénia (SLO)        | 1             | 0           | 1        |
| Új-Zéland (NZL)        | 2             | 1           | 3        |

## Éremtáblázat
(A rendező nemzet csapata eltérő háttérszínnel, az egyes számoszlopok legmagasabb értéke vagy értékei vastagítással kiemelve.)
| A 2010. évi téli olimpiai játékok éremtáblázata szkeletonban | A 2010. évi téli olimpiai játékok éremtáblázata szkeletonban | A 2010. évi téli olimpiai játékok éremtáblázata szkeletonban | A 2010. évi téli olimpiai játékok éremtáblázata szkeletonban | A 2010. évi téli olimpiai játékok éremtáblázata szkeletonban | Olimpia  |
| ------------------------------------------------------------ | ------------------------------------------------------------ | ------------------------------------------------------------ | ------------------------------------------------------------ | ------------------------------------------------------------ | -------- |
|                                                              | Ország                                                       | Arany                                                        | Ezüst                                                        | Bronz                                                        | Összesen |
| 1.                                                           | Kanada (CAN)                                                 | 1                                                            | 0                                                            | 0                                                            | 1        |
| 1.                                                           | Nagy-Britannia (GBR)                                         | 1                                                            | 0                                                            | 0                                                            | 1        |
|                                                              |                                                              |                                                              |                                                              |                                                              |          |
| 3.                                                           | Németország (GER)                                            | 0                                                            | 1                                                            | 1                                                            | 2        |
| 4.                                                           | Lettország (LAT)                                             | 0                                                            | 1                                                            | 0                                                            | 1        |
|                                                              |                                                              |                                                              |                                                              |                                                              |          |
| 5.                                                           | Oroszország (RUS)                                            | 0                                                            | 0                                                            | 1                                                            | 1        |
|                                                              |                                                              |                                                              |                                                              |                                                              |          |
| Összesen                                                     | Összesen                                                     | 2                                                            | 2                                                            | 2                                                            | 6        |

## Érmesek
| A 2010. évi téli olimpiai játékok érmesei szkeletonban |                                     |         |                                        |         |                                           |         |
| Versenyszám                                            | Arany                               | Arany   | Ezüst                                  | Ezüst   | Bronz                                     | Bronz   |
| Férfi                                                  | Jon Montgomery · Kanada (CAN)       | 3:29,73 | Martins Dukurs · Lettország (LAT)      | 3:29,80 | Alekszandr Tretyjakov · Oroszország (RUS) | 3:30,75 |
| Női                                                    | Amy Williams · Nagy-Britannia (GBR) | 3:35,64 | Kerstin Szymkowiak · Németország (GER) | 3:36,20 | Anja Huber · Németország (GER)            | 3:36,36 |